# Martha My Dear
Martha My Dear is een lied uit 1968 dat op naam staat van het schrijversduo Lennon-McCartney, maar is voornamelijk het werk van Paul McCartney. Het lied verscheen op de dubbel-LP The Beatles (beter bekend als The White Album) van de Britse popgroep The Beatles. McCartney is het enige bandlid dat te horen is op de opname.

## Achtergrond
Paul McCartney schreef Martha My Dear in eerste instantie als een complexe piano-oefening voor zichzelf. Volgens McCartney was het nummer een uitdaging voor hem, omdat het net boven zijn kunnen lag. Nadat McCartney de pianopartij had geschreven, verzon hij er een liedtekst bij.
De naam 'Martha' in de titel van het nummer verwijst naar McCartneys hond, Martha. Deze hond, een bobtail, was in 1965 als puppy door McCartney gekocht. Hoewel weleens is gesuggereerd dat het lied eigenlijk over McCartneys ex-verloofde gaat, de actrice Jane Asher, ontkent McCartney dit.

## Opnamen
Martha My Dear werd op 4 en 5 oktober 1968 opgenomen in de Trident Studios in Londen. McCartney was de enige Beatle die meespeelde in het nummer. De eerste dag speelde McCartney piano en drums en zong hij de liedtekst. 14 sessiemuzikanten, bestaande uit violisten en koperblazers, speelden die dag ook mee. De volgende dag nam McCartney nogmaals de zang op.

## Credits
- Paul McCartney - zang, piano, basgitaar, gitaar, drums, handgeklap
- Bernard Miller, Dennis McConnell, Lou Sofier, Les Maddox - viool
- Leo Birnbaum, Henry Myerscough - altviool
- Reginald Kilbey, Frederick Alexander - cello
- Stan Reynolds, Ronnie Hughes - trompet
- Leon Calvert - trompet, bugel
- Tony Tunstall - hoorn
- Ted Barker - trombone
- Alf Reece - tuba